# قائمة رؤساء جمهورية اليمن الديمقراطية الشعبية

## رؤساءجمهورية اليمن الديمقراطية الشعبية(1967–1990)
| رقم                                                                                          | الصورة                          | الاسم (الولادة - الوفاة)              | بداية الفترة                    | نهاية الفترة                    | الحزب                           | ملاحظات                         |
| رئيس جمهورية جنوب اليمن الشعبية                                                              | رئيس جمهورية جنوب اليمن الشعبية | رئيس جمهورية جنوب اليمن الشعبية       | رئيس جمهورية جنوب اليمن الشعبية | رئيس جمهورية جنوب اليمن الشعبية | رئيس جمهورية جنوب اليمن الشعبية | رئيس جمهورية جنوب اليمن الشعبية |
| -------------------------------------------------------------------------------------------- | ------------------------------- | ------------------------------------- | ------------------------------- | ------------------------------- | ------------------------------- | ------------------------------- |
| 1                                                                                            |                                 | قحطان محمد الشعبي (1920–1981)         | 30 نوفمبر 1967                  | 22 يونيو 1969                   | الجبهة القومية للتحرير          | [I]                             |
| رؤساء مجلس الرئاسة                                                                           |                                 |                                       |                                 |                                 |                                 |                                 |
| 2                                                                                            |                                 | سالم ربيع علي (1935–1978)             | 23 يونيو 1969                   | 26 يونيو 1978                   | الجبهة القومية للتحرير          | [II]                            |
| 3                                                                                            |                                 | علي ناصر محمد (1939–)                 | 26 يونيو 1978                   | 21 ديسمبر 1978                  | الجبهة القومية للتحرير          | [III]                           |
| (3)                                                                                          | 21 ديسمبر 1978                  | علي ناصر محمد (1939–)                 | 27 ديسمبر 1978                  | الحزب الاشتراكي اليمني          |                                 | [III]                           |
| رؤساء هيئة رئاسة مجلس الشعب الأعلى                                                           |                                 |                                       |                                 |                                 |                                 |                                 |
| 4                                                                                            |                                 | عبد الفتاح إسماعيل الجوفي (1939–1986) | 27 ديسمبر 1978                  | 21 أبريل 1980                   | الحزب الاشتراكي اليمني          | [IV]                            |
| (3)                                                                                          |                                 | علي ناصر محمد (1939–)                 | 21 أبريل 1980                   | 24 يناير 1986                   | الحزب الاشتراكي اليمني          | [III]                           |
| 5                                                                                            |                                 | حيدر أبو بكر العطاس (1939–)           | 24 يناير 1986                   | 22 مايو 1990                    | الحزب الاشتراكي اليمني          | [V]                             |
| لمتابعة قائمة الرؤساء بعد توحيد اليمن الجنوبي مع اليمن الشمالي انظر رؤساء الجمهورية اليمنية. |                                 |                                       |                                 |                                 |                                 |                                 |

## رؤساء الحكومة
| رقم                                           | الصورة                                 | الاسم (الولادة - الوفاة)               | بداية الفترة                           | نهاية الفترة                           | الحزب                                  | ملاحظات                                |
| رؤساء وزراء جمهورية جنوب اليمن الشعبية        | رؤساء وزراء جمهورية جنوب اليمن الشعبية | رؤساء وزراء جمهورية جنوب اليمن الشعبية | رؤساء وزراء جمهورية جنوب اليمن الشعبية | رؤساء وزراء جمهورية جنوب اليمن الشعبية | رؤساء وزراء جمهورية جنوب اليمن الشعبية | رؤساء وزراء جمهورية جنوب اليمن الشعبية |
| --------------------------------------------- | -------------------------------------- | -------------------------------------- | -------------------------------------- | -------------------------------------- | -------------------------------------- | -------------------------------------- |
| 1                                             |                                        | فيصل الشعبي (1935–1970)                | 6 أبريل 1969                           | 22 يونيو 1969                          | الجبهة القومية للتحرير                 | [I]                                    |
| 2                                             |                                        | محمد علي هيثم (1940–1993)              | 23 يونيو 1969                          | 1 ديسمبر 1970                          | الجبهة القومية للتحرير                 | [II]                                   |
| رؤساء وزراء جمهورية اليمن الديمقراطية الشعبية |                                        |                                        |                                        |                                        |                                        |                                        |
| (2)                                           |                                        | محمد علي هيثم (1940–1993)              | 1 ديسمبر 1970                          | 1 أغسطس 1971                           | الجبهة القومية للتحرير                 | [II]                                   |
| 3                                             |                                        | علي ناصر محمد (1939–)                  | 2 أغسطس 1971                           | 21 ديسمبر 1978                         | الجبهة القومية للتحرير                 | [III]                                  |
| (3)                                           | 21 ديسمبر 1978                         | علي ناصر محمد (1939–)                  | 14 فبراير 1985                         | الحزب الاشتراكي اليمني                 |                                        | [III]                                  |
| 4                                             |                                        | حيدر أبو بكر العطاس (1939–)            | 14 فبراير 1985                         | 8 فبراير 1986                          | الحزب الاشتراكي اليمني                 | [III]                                  |
| 5                                             |                                        | ياسين سعيد نعمان (1948–)               | 8 فبراير 1986                          | 22 مايو 1990                           | الحزب الاشتراكي اليمني                 | [IV]                                   |

## رؤساء البرلمان
| رقم                                | الصورة                             | الاسم (الولادة - الوفاة)              | بداية الفترة                       | نهاية الفترة                       | الحزب                              | ملاحظات                            |
| رؤساء هيئة رئاسة مجلس الشعب الأعلى | رؤساء هيئة رئاسة مجلس الشعب الأعلى | رؤساء هيئة رئاسة مجلس الشعب الأعلى    | رؤساء هيئة رئاسة مجلس الشعب الأعلى | رؤساء هيئة رئاسة مجلس الشعب الأعلى | رؤساء هيئة رئاسة مجلس الشعب الأعلى | رؤساء هيئة رئاسة مجلس الشعب الأعلى |
| ---------------------------------- | ---------------------------------- | ------------------------------------- | ---------------------------------- | ---------------------------------- | ---------------------------------- | ---------------------------------- |
| 1                                  |                                    | عبد الفتاح إسماعيل الجوفي (1939–1986) | 1970                               | 21 ديسمبر 1978                     | الجبهة القومية للتحرير             | [IV]                               |
| (1)                                | 21 ديسمبر 1978                     | عبد الفتاح إسماعيل الجوفي (1939–1986) | 21 أبريل 1980                      | الحزب الاشتراكي اليمني             |                                    | [IV]                               |
| 2                                  |                                    | علي ناصر محمد (1939–)                 | 26 أبريل 1980                      | 24 يناير 1986                      | الحزب الاشتراكي اليمني             | [III]                              |
| 3                                  |                                    | حيدر أبو بكر العطاس (1939–)           | 24 يناير 1986                      | 22 مايو 1990                       | الحزب الاشتراكي اليمني             | [V]                                |

## رؤساء الحزب
| رقم                                             | الصورة                                          | الاسم (الولادة - الوفاة)                        | بداية الفترة                                    | نهاية الفترة                                    | ملاحظات                                         |
| أمين عام اللجنة المركزية للحزب الاشتراكي اليمني | أمين عام اللجنة المركزية للحزب الاشتراكي اليمني | أمين عام اللجنة المركزية للحزب الاشتراكي اليمني | أمين عام اللجنة المركزية للحزب الاشتراكي اليمني | أمين عام اللجنة المركزية للحزب الاشتراكي اليمني | أمين عام اللجنة المركزية للحزب الاشتراكي اليمني |
| ----------------------------------------------- | ----------------------------------------------- | ----------------------------------------------- | ----------------------------------------------- | ----------------------------------------------- | ----------------------------------------------- |
| 1                                               |                                                 | عبد الفتاح إسماعيل الجوفي (1939–1986)           | 21 ديسمبر 1978                                  | 21 أبريل 1980                                   | [I]                                             |
| 2                                               |                                                 | علي ناصر محمد (1939–)                           | 21 أبريل 1980                                   | 24 يناير 1986                                   | [II]                                            |
| 3                                               |                                                 | علي سالم البيض (1939–)                          | 24 يناير 1986                                   | 7 يوليو 1994                                    | [III]                                           |